# Nidularium rolfianum
Nidularium rolfianum är en gräsväxtart som beskrevs av Elton Martinez Carvalho Leme. Nidularium rolfianum ingår i släktet Nidularium och familjen Bromeliaceae. Inga underarter finns listade i Catalogue of Life.